# کیگازی
کیگازی (به لاتین: Kigazy) یک منطقهٔ مسکونی در روسیه است که در باشقیرستان واقع شده‌است.